# Callisphyris pepsioides
Callisphyris pepsioides là một loài bọ cánh cứng trong họ Cerambycidae.